# Schönbornstraße 13 (Bad Kissingen)

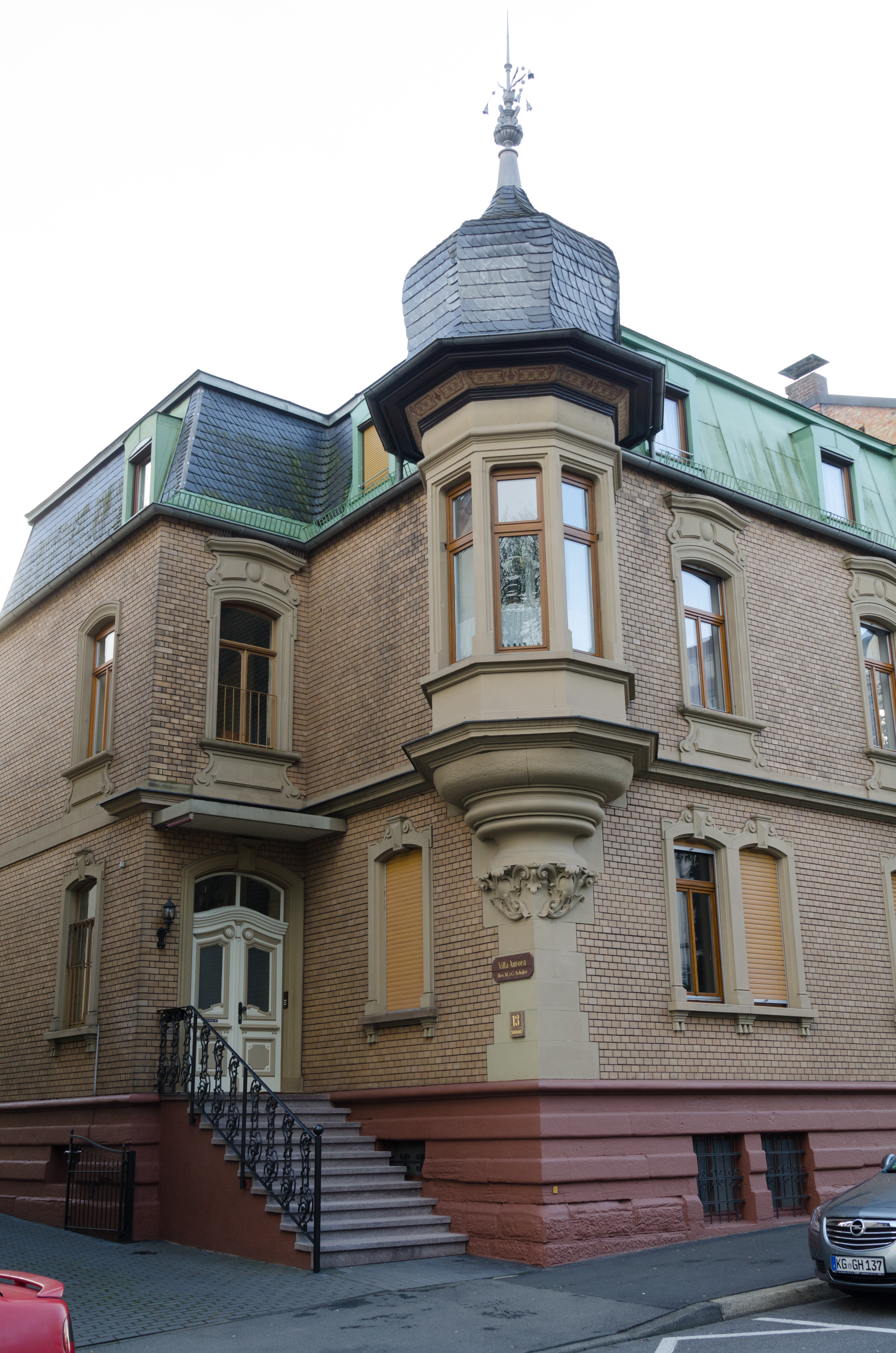
Schönbornstraße 13 in Bad Kissingen

Die ehemalige Kurvilla Schönbornstraße 13 in Bad Kissingen, der Großen Kreisstadt des unterfränkischen Landkreises Bad Kissingen, gehört zu den Bad Kissinger Baudenkmälern und ist unter der Nummer D-6-72-114-347 in der Bayerischen Denkmalliste registriert.

## Geschichte
Die Villa wurde um das Jahr 1900 vom Architekten August Gleißner in historisierendem Stil errichtet. Bei dem Anwesen handelt es sich um einen zweigeschossigen Klinkerbau mit Mansarddach, Eckerker mit Zwiebelhaube und Sandsteingliederung. Das Anwesen ist in einem Mischstil gestaltet, wobei seine Klinker-/Haustein-Architektur nicht wie sonst üblich im Stil der Neurenaissance, sondern barockisierend gestaltet ist.